# Säynätsaari (ö i Mellersta Finland, Äänekoski)
Säynätsaari är en ö i Finland. Den ligger i sjön Keitele och i kommunen Äänekoski i den ekonomiska regionen  Äänekoski ekonomiska region  och landskapet Mellersta Finland, i den centrala delen av landet, 290 km norr om huvudstaden Helsingfors. Öns area är 3,6 hektar och dess största längd är 420 meter i sydöst-nordvästlig riktning.